# لانتير (كيبك)
لانتير (بالإنجليزية: Lantier, Quebec)‏ هي بلدية محلية في كيبيك تقع في كندا في Les Laurentides Regional County Municipality. يقدر عدد سكانها بـ 828 نسمة ومساحتها 48.80 كم2 .